# Mason Dixon Hobos
Mason Dixon Hobos sind eine seit 1989 aktive deutsche Rockabillyband, die in Mannheim, Baden-Württemberg, gegründet wurde. Stilistisch bewegen sie sich im Bereich des Rockabilly, Rock ’n’ Roll gemischt mit einer Prise Country-Musik.

## Geschichte
Die Band Mason Dixon Hobos wurde 1989 von Markus Meggle, Holger Münch, Mathias Noll und Christian Pinter gegründet. Den ersten offiziellen Auftritt hatten die vier am 5. Mai 1990.
1991 stieg Mathias Noll aus und Ersatzmann am Kontrabass wurde Heiko „Mr. Slappin’ Suspender“ Albrecht. Das erste Album Messers wurde von Andy Widder für Part Records produziert und veröffentlicht.
Anfang 1992 erweiterte sich die Besetzung und Oliver Heydenreich stieg an der zweiten Gitarre ein. Im März 1994 spielte die Band ihren zweiten Tonträger Live at the Pool live im Schwimmbad Musikclub in Heidelberg ein. Der Bassist Heiko verließ aus gesundheitlichen Gründen die Band und fortan stand Karl Klee (später: Up To Vegas, Frantic Flintstones) am Kontrabass. Es folgten Touren und Auftritte im europäischen In- und Ausland.
In der Zeit von 1992 bis Ende 1995 spielten die „Hobos“ unzählige Auftritte, was schließlich zum großen Streit und Bruch der Band führte.
Der Auslöser für das Comeback war die eigentlich für nur einen einzigen Gig ausgelegte Reunion auf dem Rockabilly Weekender Walldorf, als Dankeschön für Andy Widder. In der Besetzung wurde Christian Pinter, der seit dem Bruch der „Hobos“ keine Gitarre mehr gespielt hatte, durch Martin Führer an der Gitarre ersetzt. 2003 verließ Oliver Heydenreich, der fortan mit seiner Band The Flames ständig on Tour ist, aufgrund zeitlicher Probleme die Band. In den darauffolgenden Jahren gab es einige Umbesetzungen an den Gitarren, wobei die Band stets on Tour ist und Live-Konzerte spielt. 2015 veröffentlichte die Band ihr Album Big Thrill, welches eine Mischung aus eigenen Songs und Coverversionen enthält.

## Diskografie

### Alben
- 1993: Messers
- 1994: Live at the Pool
- 2015: Big Thrill

### Kompilationen
- 1992: Rock Around with Ollie Vee Vol.2